# Astato
El astato es un elemento químico de la tabla periódica cuyo símbolo es At y su número atómico es 85. Es radiactivo y el más pesado de los halógenos que se puedan encontrar en la Tierra de manera natural. Se produce a partir de la degradación de uranio y torio. Es el elemento más raro de la corteza terrestre, ya que solo se encuentra en la cadena de desintegración de varios elementos más pesados. Todos los isótopos del astato son de vida corta; el más estable es el astato-210, con una vida media de 8,1 horas. Nunca se ha reunido una muestra del elemento puro, porque cualquier ejemplar macroscópico se vaporizaría inmediatamente por el calor de su propia radiactividad.
Las propiedades del astato no se conocen con certeza. Muchas de ellas se han estimado basándose en la posición del elemento en la tabla periódica como un análogo más pesado del yodo, y un miembro de los halógenos (el grupo de elementos que incluye el flúor, el cloro, el bromo y el yodo). Sin embargo, el astato también se encuentra aproximadamente en la línea divisoria entre los metales y los no metales, y también se ha observado y predicho cierto comportamiento metálico para él. Es probable que el astato tenga un aspecto oscuro o lustroso y puede ser un semiconductor o posiblemente un metal. Desde el punto de vista químico, se conocen varias especies aniónicas del astato y la mayoría de sus compuestos se parecen a los del yodo, pero a veces también presenta características metálicas y muestra algunas similitudes con la plata.
La primera síntesis del elemento fue realizada en 1940 por Dale R. Corson, Kenneth Ross MacKenzie, y Emilio G. Segrè en la Universidad de California (Berkeley), quienes lo nombraron a partir del griego astatos (ἄστατος), que significa «inestable». Se han descubierto cuatro isótopos de astato existentes de forma natural: sin embargo, ni el isótopo más estable, el astato-210, ni el astato-211, de gran utilidad médica, se encuentran en la naturaleza y solo pueden producirse sintéticamente, normalmente bombardeando bismuto-209 con partículas alfa. 
Su peso atómico es 209,9871 g/mol

## Características

### Físicas
La mayoría de las propiedades físicas del astato se han estimado (mediante interpolación o extrapolación), utilizando métodos derivados teórica o empíricamente. Por ejemplo, los halógenos se oscurecen a medida que aumenta el peso atómico: el flúor es casi incoloro, el cloro es de color amarillo verdoso, el bromo es de color marrón rojizo y el yodo es de color gris oscuro/violeta. El astato a veces se describe como probablemente un sólido negro (suponiendo que siga esta tendencia) o con una apariencia metálica (si es un metaloide o un metal).
El astato se sublima menos fácilmente que el yodo, ya que tiene una menor presión de vapor. Aun así, la mitad de una cantidad dada de astato se vaporizará en aproximadamente una hora si se pone sobre una superficie de vidrio limpia a temperatura ambiente. El espectro de absorción del astato en la región del ultravioleta medio tiene líneas a 224,401 y 216,225 nm, que sugieren una 6p a 7s  transiciones.
El comportamiento químico de este elemento altamente radiactivo es muy similar al de otros halógenos, especialmente el yodo. Se piensa que el astato es más metálico que el yodo. Investigadores del Laboratorio Nacional de Brookhaven han realizado experimentos en los que se han identificado y medido reacciones elementales que involucran al astato.
El astato, seguido del francio, es el elemento más raro de la naturaleza, con una cantidad total sobre la superficie terrestre menor de 25 gramos en el mismo instante de tiempo.
Se desconoce la estructura del astato sólido. Como análogo del yodo, puede tener una estructura cristalina ortorrómbica compuesta de moléculas diatómicas de astato y ser un semiconductor (con una banda prohibida de 0,7 eV ). Alternativamente, si el astato condensado forma una fase metálica, como se ha predicho, puede tener una estructura cúbica monoatómica centrada en las caras ; en esta estructura bien puede ser un superconductor, como la fase similar de alta presión del yodo. La evidencia a favor (o en contra) de la existencia de astato diatómico (At2) es escasa y no concluyente. Algunas fuentes afirman que no existe, o al menos nunca se ha observado, mientras que otras fuentes afirman o insinúan su existencia. A pesar de esta controversia, se han predicho muchas propiedades del diastato; por ejemplo, su longitud de enlace sería 300 ± 10  pm, y la energía de disociación 83,7 ± 12,5 kJ/mol, y calor de vaporización (∆Hvap) 54.39 kJ/mol. Se han predicho muchos valores para los puntos de fusión y ebullición del astato, pero solo para el At2.
Todos los isótopos conocidos del astato son de vida corta; el más estable de estos es el astato-210, cuya vida media data de aproximadamente 8,1 horas. El astato elemental nunca ha sido observado, ya que cualquier muestra macroscópica sería inmediatamente evaporada, debido a su calentamiento radiactivo; aún no se ha determinado con exactitud si este obstáculo puede ser superado exponiendo al astato a una refrigeración adecuada.
Las propiedades de volumen del astato no son del todo conocidas. Algunas pueden ser estimadas basándose en su ubicación en la tabla periódica, como un análogo más pesado del yodo. Probablemente posee un punto de fusión más elevado que el punto de fusión del yodo. Químicamente, muchas especies de astato aniónico son conocidas, y la mayoría de estas variaciones se asemejan al yodo.
El astato también manifiesta cierto comportamiento metálico, como su capacidad de formar cationes monoatómicos estables en soluciones acuosas; a diferencia de los halógenos más ligeros (flúor, bromo y yodo).

### Químicas
La química del astato está enturbiada por las concentraciones extremadamente bajas en las que se han realizado experimentos con astato y la posibilidad de reacciones con impurezas, paredes y filtros, o subproductos de radiactividad y otras interacciones no deseadas a nanoescala. Muchas de sus propiedades químicas aparentes se han observado mediante estudios de trazadores en soluciones de astato extremadamente diluidas, típicamente menos de 10−10 mol·L.−1 Algunas propiedades, como la formación de aniones, se alinean con otros halógenos. El astato también tiene algunas características metálicas, como el revestimiento de un cátodo y coprecipitando con sulfuros metálicos en ácido clorhídrico. Forma complejos con EDTA , un agente quelante de metales, y es capaz de actuar como un metal en el radiomarcaje de anticuerpos; en algunos aspectos, el astato en el estado +1 es similar a la plata en el mismo estado. Sin embargo, la mayor parte de la química orgánica del astato es análoga a la del yodo. Se ha sugerido que el astato puede formar un ion monoatómico estable en solución acuosa, pero la evidencia de electromigración sugiere que la especie catiónica At(I) es ácido hipoastásico protonado (H2OAt+), mostrando analogía con el yodo.

## Historia
El astato (del griego αστατος, astatos, que significa inestable) fue sintetizado por primera vez en 1940 por Dale R. Corson, K. R. MacKenzie y Emilio Segrè en la Universidad de Berkeley (California), bombardeando bismuto con partículas alfa. Un primer nombre para el elemento fue alabamio (Ab).
En 1869, cuando Dmitri Mendeleyev publicó su tabla periódica , el espacio debajo del yodo estaba vacío; después de que Niels Bohr estableciera la base física de la clasificación de los elementos químicos, se sugirió que el quinto halógeno pertenecía allí. Antes de su descubrimiento reconocido oficialmente, se llamaba eka-yodo (del sánscrito eka  - "uno") para implicar que estaba un espacio debajo del yodo (de la misma manera que eka-silicio, eka-boro y otros ). Los científicos trataron de encontrarlo en la naturaleza; dada su extrema rareza, estos intentos dieron como resultado varios descubrimientos falsos.
Fred Allison y sus asociados en el Instituto Politécnico de Alabama (ahora Universidad de Auburn ) hicieron el primer descubrimiento declarado de eka-yodo en 1931. Los descubridores llamaron al elemento 85 "alabamina" y le asignaron el símbolo Ab, designaciones que se usaron para unos años. En 1934, HG MacPherson de la Universidad de California (Berkeley), refutó el método de Allison y la validez de su descubrimiento. Hubo otro reclamo en 1937, por el químico Rajendralal De. Al trabajar en Dacca en la India británica (ahora Dhaka en Bangladés), eligió el nombre dakin para el elemento 85, que afirmó haber aislado como el equivalente de la serie del torio del radio F (polonio-210) en la serie del radio . Las propiedades que informó para el dakin no corresponden a las del astato; además, el astato no se encuentra en la serie del torio y se desconoce la verdadera identidad de dakin.
En 1936, el equipo del físico rumano Horia Hulubei y la física francesa Yvette Cauchois afirmaron haber descubierto el elemento 85 mediante análisis de rayos X. En 1939, publicaron otro artículo que apoyaba y ampliaba los datos anteriores. En 1944, Hulubei publicó un resumen de los datos que había obtenido hasta ese momento, alegando que estaba respaldado por el trabajo de otros investigadores. Eligió el nombre dor, presumiblemente del rumano "anhelo" [de paz], ya que la Segunda Guerra Mundial había comenzado cinco años antes. Como Hulubei estaba escribiendo en francés, un idioma que no admite el sufijo ine, dor probablemente se habría traducido en inglés como dorine, si se hubiera adoptado. En 1947, Hulubei'Friedrich Paneth  presidió el comité de la IUPAC responsable del reconocimiento de nuevos elementos. Aunque las muestras de Hulubei contenían astato, sus medios para detectarlo eran demasiado débiles, según los estándares actuales, para permitir una identificación correcta. También había estado involucrado en una afirmación falsa anterior sobre el descubrimiento del elemento 87 (francio) y se cree que esto hizo que otros investigadores restaran importancia a su trabajo.

## Obtención
El astato se obtiene bombardeando bismuto con partículas alfa, obteniendo isótopos 209At y 210At, con un periodo de semidesintegración relativamente alto.

## Isótopos
Existen 41 isótopos conocidos de astato, todos radiactivos. El isótopo más longevo, el 210At, que tiene un periodo de semidesintegración de 8,1 horas, y el menos longevo es el isótopo 213At, con uno de 125 nanosegundos.